# Bandeiras de Isabel II do Reino Unido

Muitas das bandeiras que a Rainha Isabel II utilizava nos países dos quais ela era chefe de Estado apresentavam o dispositivo encontrado em sua bandeira pessoal, que era um pouco diferente de sua cifra real.

A Rainha Isabel II do Reino Unido tinha uma variedade de bandeiras para representá-la pessoalmente e como chefe de Estado de várias nações independentes ao redor do mundo. Eles eram geralmente usados em qualquer prédio, navio, carro ou avião onde ela estava presente.
Estas bandeiras heráldicas eram geralmente um brasão de armas da nação em forma de bandeira.

## Como princesa
O Estandarte pessoal da Princesa Isabel antes de sua adesão como Rainha era seu brasão de armas em forma de bandeira. Este consistia em quatro quartos consistindo em três leões passant para a Inglaterra, um leão desenfreado para a Escócia, e uma harpa gaélica para a Irlanda. Para diferenciar os braços da Princesa Isabel do rei foi diferente com um rótulo branco de três pontos, o ponto central com uma rosa Tudor e o primeiro e terceiro uma cruz de São Jorge. A bandeira foi adotada em 1944, e foi usada pela primeira vez em 30 de novembro de 1944, no lançamento do couraçado HMS Vanguard pela Princesa.

1944-1952
Versão escocesa

## Como soberana

### Reino Unido
Ver artigo principal: Estandarte Real do Reino Unido

Após a morte de seu pai, a Princesa Isabel tornou-se rainha Isabel II e, portanto, adotou o Estandarte Real. Esta bandeira foi usada para representar a Rainha não só no Reino Unido, mas também no exterior quando ela fez visitas de Estado. São os braços reais em forma de bandeira indiferenciados.

Fora da Escócia
Escócia

### Outros Reinos da Comunidade de Nações
Desde a década de 1960, bandeiras foram introduzidas para representar a Rainha em vários reinos da Comunidade. Estas bandeiras seguiram o mesmo Estandarte básico: o brasão de armas da nação em forma de bandeira com o dispositivo encontrado em sua bandeira pessoal. Os representantes da Rainha nestas nações têm suas próprias bandeiras para representá-las.

#### Serra Leoa

O Estandarte de Isabel II, Rainha da Serra Leoa

O Estandarte serra leoa da rainha foi criado quando ela visitou Serra Leoa em 1961, em sua capacidade como Rainha da Serra Leoa. A bandeira apresentava o brasão de armas da Serra Leoa em forma de bandeira, que retrata um leão sob uma fronteira em ziguezague, representando as Montanhas do Leão, após a qual o país foi nomeado. Também tinha três tochas que simbolizavam paz e dignidade. Na base havia barras onduladas representando o mar. Um disco azul da coroada letra "E", cercado por uma guirlanda de rosas de ouro desfigurada a bandeira, que é tirada da Bandeira Pessoal da Rainha. A Serra Leoa também serviu de inspiração para o design e layout de seu Estandarte pessoal para o Canadá.
Esta bandeira deixou de ser usada quando Serra Leoa se tornou uma república em 1971.

#### Canadá

O Estandarte de Isabel II, Rainha do Canadá

A Rainha tinha uma bandeira canadense pessoal em seu papel como Rainha do Canadá. A bandeira foi adotada e proclamada por ela em 15 de agosto de 1962. A bandeira, em uma proporção de 1:2, consiste no escutcheon do Brasão Real de Armas do Canadá em forma de bandeira desfigurada com o dispositivo distinto da Rainha Isabel II: um roundel azul com o E inicial superado pela Coroa de Santo Eduardo e dentro de uma coroa de rosas, todos de cor dourada.
A norma é protegida pela Lei de Marcas comerciais; a seção 9(a) afirma: "Nenhuma pessoa deve adotar em conexão com um negócio, como uma marca ou não, qualquer marca que consista, ou tão quase semelhante a ser confundida com... os Braços Reais, Crista ou Estandarte".
O Estandarte Canadense da Rainha também voava às vezes em sua ausência. Para marcar os sessenta anos da Rainha no trono canadense em 6 de fevereiro de 2012, seu Estandarte pessoal canadense foi desenrolado no Rideau Hall e no Parliament Hill, bem como em residências e legislaturas reais provinciais em todo o país.

#### Austrália

O Estandarte de Isabel II, Rainha da Austrália

A Rainha tinha uma bandeira australiana pessoal em seu papel como Rainha da Austrália. A bandeira foi aprovada para uso pela Rainha em 20 de setembro de 1962, e usada pela primeira vez durante a visita real de 1963. A bandeira consiste em uma bandeira do brasão de armas da Austrália, desfigurada com uma estrela da federação de sete pontas de ouro com um disco azul contendo a letra E abaixo de uma coroa, cercada por uma guirlanda de rosas douradas. Cada uma das seis seções da bandeira representa o distintivo heráldico dos estados australianos, e o todo é cercado por uma fronteira ermina representando a federação dos estados.
A bandeira é hasteada em navios da Marinha Real Australiana, ou em edifícios oficiais australianos ou em recintos apenas em ocasiões em que o monarca está presente. A exceção a esta regra são os desfiles em homenagem ao seu aniversário, quando a bandeira é hasteada mesmo que o monarca não esteja presente. Quando é voado dentro ou fora de um prédio, nenhuma outra bandeira é hasteada com ele.

#### Nova Zelândia

Os Braços Reais de Isabel II, Rainha da Nova Zelândia

O Estandarte de Isabel II, Rainha da Nova Zelândia

A Rainha tinha uma bandeira pessoal em seu papel como Rainha da Nova Zelândia. Foi aprovado para uso em 1962. Foi pilotado pela Rainha quando na Nova Zelândia. A única vez que a bandeira foi hasteada na Nova Zelândia na ausência da Rainha, foi em desfiles realizados e em homenagem ao seu aniversário oficial. A bandeira é o escutcheon dos braços da Nova Zelândia em forma de bandeira, desfigurado com um roundel azul cercado por uma guirlanda de rosas cercando uma coroada letra 'E', tudo em ouro.
A bandeira é dividida em quatro quadrantes: O primeiro quadrante inclui quatro estrelas como representante da constelação do Cruzeiro do Sul, como retratado na bandeira nacional. O segundo quadrante consiste em um velo dourado em um campo vermelho. O terceiro quadrante contém uma caixa de trigo dourado em um campo vermelho. O quadrante final inclui dois martelos de ouro cruzados em um campo azul. A faixa central é composta por três naves. Sobreposto no centro está um roundel azul escuro com um E romano superado por uma Coroa Real dentro de um chaplet de rosas, todos de cor dourada, obscurecendo o navio central.
A bandeira tem precedência sobre a bandeira da Nova Zelândia e é protegida sob a Lei de Proteção de Bandeiras, Emblemas e Nomes de 1981; A Seção 12(1) afirma: "Toda pessoa comete uma ofensa contra este Ato que, sem a autoridade de Sua Majestade ou (como o caso pode exigir) o Governador-Geral, exibe ou exibe ou usa qualquer representação à qual esta subseção se aplica de forma provável de fazer com que qualquer pessoa acredite que o faça sob a autoridade, sanção, aprovação, nomeação ou patrocínio de Sua Majestade ou do Governador-Geral".
Um exemplo do Queen's New Zealand Standard sendo usado fora da Nova Zelândia, está na inauguração do Memorial da Guerra da Nova Zelândia em Londres, Reino Unido, pela Rainha no Hyde Park em 2006. O Estandarte Pessoal da Nova Zelândia da Rainha foi pilotado, juntamente com a Bandeira da União, e a bandeira da Nova Zelândia em três mastros independentes separados na cerimônia.

#### Trindade e Tobago

O Estandarte de Isabel II, Rainha de Trindade e Tobago

A bandeira pessoal da Rainha para Trindade e Tobago foi usada pela primeira vez quando ela visitou Trindade e Tobago em 1966. A bandeira apresentava o brasão de armas de Trindade e Tobago em forma de bandeira, que retrata as cores da bandeira nacional. Os navios de ouro representam os três navios que Cristóvão Colombo usou em sua viagem. Os dois pássaros acima são beija-flores. Um disco azul da coroada letra "E", cercado por uma guirlanda de rosas douradas desfigurada a bandeira, que é retirada da Bandeira Pessoal da Rainha.
Esta bandeira deixou de ser usada quando Trindade e Tobago se tornaram uma república em 1976.

#### Jamaica

O Estandarte de Isabel II, Rainha da Jamaica

A Rainha tinha uma bandeira pessoal em seu papel como Rainha da Jamaica. Foi usado pela primeira vez quando ela visitou a Jamaica em 1966, como parte de sua turnê pelo Caribe. A bandeira consiste em uma bandeira do brasão de armas da Jamaica desfigurada com a Cifra Real da Rainha. A bandeira é branca e carrega uma Cruz de São Jorge vermelha. Um abacaxi dourado é sobreposto em cada braço da Cruz. Um disco azul com a inicial da Rainha é colocado no centro da Cruz. O disco é tirado da Bandeira Pessoal da Rainha.

#### Malta

O Estandarte de Isabel II, Rainha de Malta

A Rainha tinha uma bandeira pessoal para uso em Malta, em seu papel como Rainha de Malta. A bandeira foi adotada em 31 de outubro de 1967, e usada pela primeira vez quando a rainha visitou Malta em 1967. A bandeira consistia no Brasão de Armas de Malta em forma de bandeira, que retrata as cores branco e vermelho, e uma representação da Cruz de Jorge, concedida a Malta por Jorge VI em 1942. Um disco azul da coroada letra "E", cercado por uma guirlanda de rosas de ouro desfigurada a bandeira, que é tirada da Bandeira Pessoal da Rainha.
Esta bandeira deixou de ser usada quando Malta se tornou uma república em 1974.

#### Ilhas Maurício

O Estandarte de Isabel II, Rainha das Maurícias

A bandeira pessoal da Rainha para as Ilhas Maurício foi usada pela primeira vez quando ela visitou as Maurícias em março de 1972. A bandeira consistia no brasão de armas das Maurícias em forma de bandeira: azul trimestral e ou, no primeiro trimestre, um linfático do último no segundo, 3 palmeiras erradicadas vert, no terceiro, uma chave em pálido as enfermarias para baixo gules, e no escrivante, a partir da base uma pilha, e em chefe um argent mullet. Um disco azul da coroada letra "E", cercado por uma guirlanda de rosas douradas desfigurada a bandeira, que é retirada da Bandeira Pessoal da Rainha.
Esta bandeira deixou de ser usada quando Maurício se tornou uma república em 1992.

#### Barbados

O Estandarte de Isabel II, Rainha de Barbados

A Rainha tinha uma bandeira pessoal para uso em Barbados, em seu papel como Rainha de Barbados. Foi usado pela primeira vez quando a Rainha visitou Barbados em 1975. O Estandarte consistia em um campo amarelo com uma figueira barbuda, um símbolo há muito estabelecido da ilha de Barbados, e a flor nacional do Orgulho de Barbados floresce em cada um dos cantos superiores. Um disco azul da coroada letra "E", cercado por uma guirlanda de rosas douradas, foi exibido proeminentemente na bandeira dentro do centro da árvore.
Esta bandeira deixou de ser usada quando Barbados se tornou uma república em 2021.

## Bandeira Pessoal

Bandeira pessoal da Rainha Isabel II

A bandeira pessoal da Rainha foi exibida em qualquer prédio, navio, carro ou aeronave em que ela teria ficado ou viajado. Muitas vezes representava a Rainha em seu papel como Chefe da República ou como monarca de um reino da Comunidade no qual ela não possuía uma bandeira única.
Esta bandeira, projetada pelo Colégio de Armas em 1960, carrega a coroada letra E em ouro, cercada por uma guirlanda de rosas douradas em um fundo azul, com uma franja dourada. A coroa é um símbolo da posição e dignidade da Rainha, enquanto as rosas chaplet simbolizam todos os países da Comunidade.
A bandeira foi criada a pedido da Rainha em dezembro de 1960 para simbolizá-la como indivíduo, não associada ao seu papel como soberana de qualquer reino da Comunidade em particular. Foi projetado como uma alternativa ao Estandarte Real, para uso principalmente em repúblicas da Commonwealth onde os dispositivos heráldicos britânicos não têm significado histórico, e para reuniões da Comunidade onde o Estandarte Real seria considerado inapropriado.
Foi usado pela primeira vez em 1961 para a visita da Rainha à Índia. Foi pilotado pela primeira vez no BOAC Britannia em que a Rainha pousou no aeroporto de Delhi.
Com o tempo, a bandeira começou a ser usada no lugar do Estandarte real britânico quando a Rainha visitou países da Comunidade onde ela não era chefe de Estado e para ocasiões da Comunidade no Reino Unido; ele veio para simbolizar a Rainha como Chefe da Comunidade. Eventualmente, a prática evoluiu onde a bandeira foi hasteada na Marlborough House (sede do Secretariado da Comunidade) em Londres, quando a Rainha visitou, em vez do Estandarte Real do Reino Unido.

## Outras bandeiras

### Como Lorde Alto Almirante

Bandeira como Lorde Alto Almirante do Reino Unido

Em 1964, a Rainha assumiu o cargo de Lorde Alto Almirante do Reino Unido. Nesta capacidade, a Rainha hasteou uma bandeira especial do Lorde Alto Almirante. Foi pilotado quando a Rainha estava no mar, e em estabelecimentos navais em terra em ocasiões oficiais, quando voou ao lado do Estandarte Real.

### Como Duque de Lancastre

Bandeira como Duque de Lancastre

A Rainha também detinha o título de Duque de Lancastre. A bandeira do Duque de Lancaster é o velho braço real da Inglaterra com um rótulo "da França" concedido pela primeira vez no século XIV.